# Mühlheide (Boxberg)
Mühlheide ist ein Wohnplatz auf der Gemarkung des Boxberger Stadtteils Schweigern im Main-Tauber-Kreis im fränkisch geprägten Nordosten Baden-Württembergs.

## Geographie

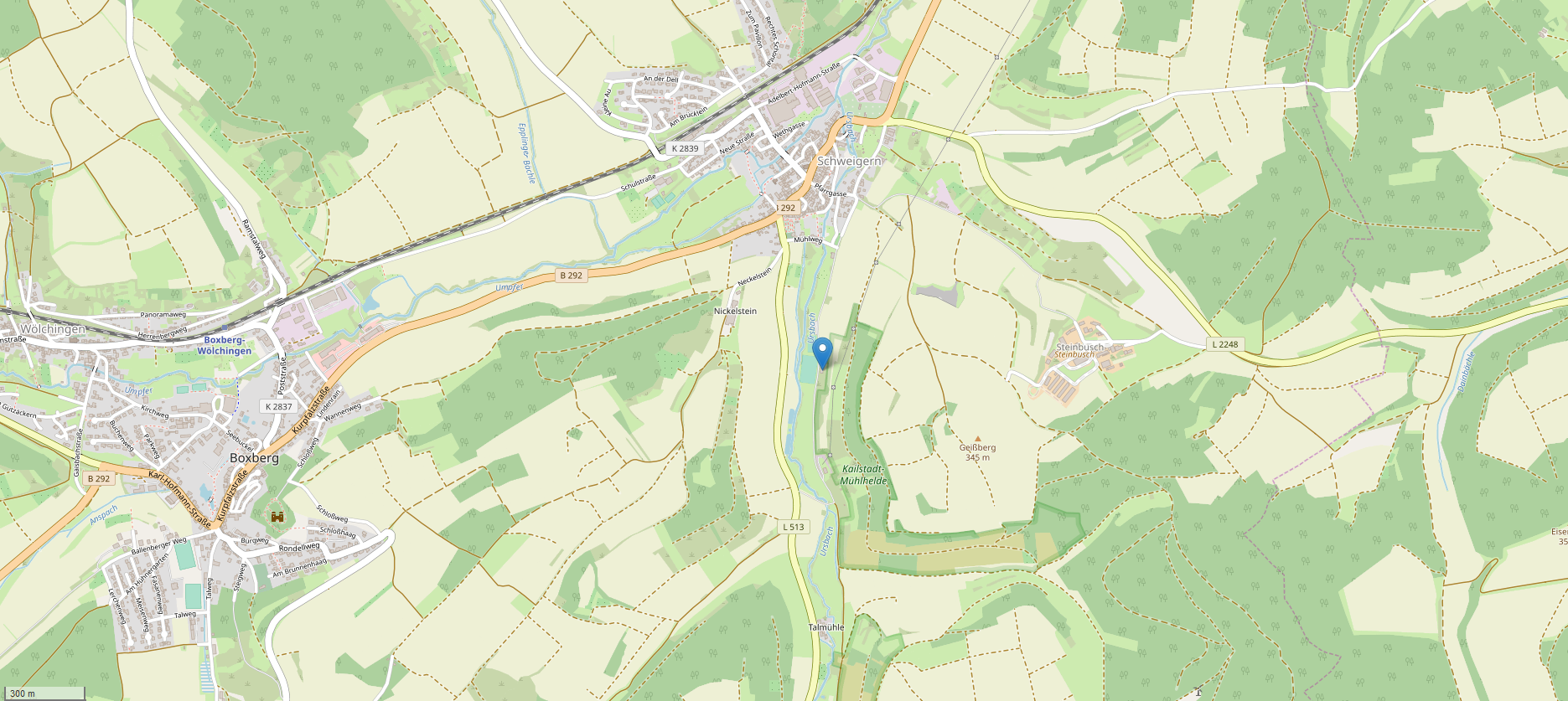
Lage des Wohnplatzes Mühlheide

Der Wohnplatz Mühlheide liegt etwa 500 Meter südlich von Schweigern im Ursbachtal zwischen Bobstadt und Schweigern.

## Geschichte
Der Ort kam als Teil der ehemals selbständigen Gemeinde Schweigern am 1. Dezember 1972 zur Stadt Boxberg.

## Verkehr
Am Wohnplatz befindet sich die gleichnamige Straße Mühlheide. Diese führt im Norden in Schweigern über den Mühlweg zur L 513 und im Süden ebenfalls zur L 513 in Richtung Bobstadt.